# Andrzej Konopka
Andrzej Konopka (né en 1969) est un acteur polonais.

## Filmographie partielle
- 2011 : Róża
- 2013 : L'Homme du peuple
- 2015 : Czerwony pająk (pl)
- 2016 : Les Fleurs bleues
- 2017 : Spoor
- 2018 : Nina
- 2018 : The Field Guide to Evil : Kindler (segment "The Kindler and the Virgin" d'Agnieszka Smoczyńska)
- 2019 : Żelazny Most : Kacper
- 2023 : La Jeune Fille et les Paysans : Piotr, le maire
- 2024 : Les Couleurs du mal : Rouge (Kolory zla. Czerwien) d'Adrian Panek : Tadeusz Dubiela